# バートト
バートト部(モンゴル語: Баатуд/Baatud、中国語: 巴圖特)とは、ドルベン・オイラト(四オイラト、オイラト部族連合)に属する部族の一つ。

## 概要

### 起源
ガワンシャラブ著『四オイラト史』はバートト部をホイト部と同じグループに分類しており、バートトとホイトは起源を同じくするものと見られる。
パラス著『モンゴル民族史料集』によると、ホイト部始祖「ヤバガン・メルゲン(Yabaγan mergen)」が内乱に苦しむ中国に乞われて救援に赴き、自らは毒殺されたものの、無事帰国した5人の武将がオイラトを5つの部族に分割し、その1つがバートト部になったという。また、パラスは「バートト」の語源を、中国での戦いで彼等が示した勇猛さに対して与えた尊称であるとする。
パラスの伝える逸話は、クビライとアリク・ブケによる帝位継承戦争においてオイラト部がアリク・ブケに味方して戦ったことを下敷きに作られたものであると考えられている。

### 変遷
14世紀末、オイラト部はアリク・ブケの末裔であるイェスデルに従い、時のハーン、トグス・テムルを殺害した。この際にイェスデルの下に結集した反クビライ家の諸部族、オイラト部(後のホイト部、バートト部))・旧バルグト部(後のバルグ部、ブリヤート部）・旧ケレイト部(後のトルグート部)、旧ナイマン部(後のドルベト部、ジューンガル部)が結集して形成されたのがドルベン・オイラト(四オイラト)と呼ばれる部族連合であった。
15世紀半ば、ドルベン・オイラトではエセン・タイシ、タイスン・ハーンに次ぐ第三の実力者として、アラク・テムル丞相という人物がいた。この人物は『蒙古源流』で「オイラトのバートトのバガルフン・オトクのアラク丞相」と記されており、バートト部首長であった。
1452年、エセン・タイシがタイスン・ハーンを弑逆してハーン位に即くと、アラク・テムルはエセンに「タイシ(太師)」の称号を与えるよう願い出た。しかしエセンがこの願いを拒絶し、自らの息子オシュ・テムルに「タイシ」号を授与すると、これに怒ったアラク・テムルはエセンに叛旗を翻し、1454年にエセンを殺害してしまった。エセンを殺害したアラク・テムルは一時ドルベン・オイラトを掌握したが、ハラチン部のボライに破れて亡くなり、バートトの優勢は短期間で終わった。

### 解体
エセンの死後、ドルベン・オイラトでは混乱が続き、衰退の一歩を辿っていた。15世紀末にダヤン・ハーンが即位するとモンゴル諸部族の再統一に成功し、モンゴルに対するオイラトの劣勢は明らかなものとなった。1574年にはオルドス部による大規模なオイラト遠征が開始され、ブヤン・バートル・ホンタイジがオイラトの8千ホイトを攻め、同時期にカザフ・ハン国に遠征していたホトクタイ・セチェン・ホンタイジもまたバルス・クルに輜重を置いてオイラトのバートト部を攻撃した。この頃のバートトはハムス(Qamsu)とドゥリトク(Düridkü)らに率いられていたが、ホトクタイはジャラマン山(J̌alaman qan)でこれを破り、バートトの民を征服した。
1617年にはハルハのウバシ・ホンタイジによるオイラト侵攻が始まったが、1623年にはオイラト連合軍がウバシ・ホンタイジに勝利を収めた。ところがその直後、1625年にホシュート部のチン・タイシの遺産相続を巡って同母異父兄弟のチョークルとバイバガスとの間で戦争が生じ、これがドルベン・オイラト全体を巻き込む大規模な内乱に発展した。チョークルはトルグート部・バートト部と同盟を組んでバイバガスを攻め、バイバガスはチョロース部やホイト部の助けを得たが、最終的にチョークルが勝利を収めた。
この内戦後、ハルハ部首領とドルベン・オイラトの首領達との間に結ばれた『ハルハ・オイラト法典』第三条には流散したホイト、バートト、バルグの民をハルハとオイラトで分割するという内容が記載されており、この時の内戦を通じてバートト、バルグは壊滅的な打撃を蒙り、解体されてしまったものと見られる。実際に、この後バートト、バルグが独立した部族として登場することはなく、ドルベン・オイラトは清朝による統治時代を迎える。
パラスの記述には「バートトの大部分は青海オイラトとトルグートに入った」とあり、バートトの遺民の大部分はトルグート部と青海オイラト＝ホシュート部によって分割吸収されたものとみられる。

## 参考資料
- 井上治『ホトクタイ＝セチェン＝ホンタイジの研究』風間書房、2002年
- 岡田英弘訳注『蒙古源流』刀水書房、2004年
- 岡田英弘『モンゴル帝国から大清帝国へ』藤原書店、2010年